# Appenans
Appenans és un municipi francès situat al departament del Doubs i a la regió de Borgonya - Franc Comtat. L'any 2007 tenia 415 habitants.

## Demografia

### Població
El 2007 la població de fet d'Appenans era de 415 persones. Hi havia 154 famílies de les quals 24 eren unipersonals (8 homes vivint sols i 16 dones vivint soles), 57 parelles sense fills, 61 parelles amb fills i 12 famílies monoparentals amb fills.
La població ha evolucionat segons el següent gràfic:
Habitants censats

### Habitatges
El 2007 hi havia 180 habitatges, 158 eren l'habitatge principal de la família, 12 eren segones residències i 9 estaven desocupats. 158 eren cases i 21 eren apartaments. Dels 158 habitatges principals, 131 estaven ocupats pels seus propietaris, 22 estaven llogats i ocupats pels llogaters i 5 estaven cedits a títol gratuït; 3 tenien dues cambres, 15 en tenien tres, 27 en tenien quatre i 112 en tenien cinc o més. 136 habitatges disposaven pel capbaix d'una plaça de pàrquing. A 70 habitatges hi havia un automòbil i a 77 n'hi havia dos o més.

### Piràmide de població
La piràmide de població per edats i sexe el 2009 era:
| Homes | Edats   | Dones |
| ----- | ------- | ----- |
| 4     | 95 o +  | 0     |
| 0     | 90 a 94 | 0     |
| 0     | 85 a 89 | 4     |
| 0     | 80 a 84 | 4     |
| 4     | 75 a 79 | 4     |
| 8     | 70 a 74 | 8     |
| 4     | 65 a 69 | 0     |
| 16    | 60 a 64 | 16    |
| 16    | 55 a 59 | 12    |
| 24    | 50 a 54 | 28    |
| 12    | 45 a 49 | 12    |
| 24    | 40 a 44 | 16    |
| 4     | 35 a 39 | 20    |
| 16    | 30 a 34 | 16    |
| 4     | 25 a 29 | 8     |
| 12    | 20 a 24 | 12    |
| 4     | 15 a 19 | 8     |
| 0     | 10 a 14 | 12    |
| 20    | 5 a 9   | 32    |
| 4     | 0 a 4   | 12    |

## Economia
El 2007 la població en edat de treballar era de 270 persones, 189 eren actives i 81 eren inactives. De les 189 persones actives 169 estaven ocupades (92 homes i 77 dones) i 20 estaven aturades (9 homes i 11 dones). De les 81 persones inactives 31 estaven jubilades, 24 estaven estudiant i 26 estaven classificades com a «altres inactius».

### Ingressos
El 2009 a Appenans hi havia 172 unitats fiscals que integraven 440 persones, la mediana anual d'ingressos fiscals per persona era de 18.526 €.

### Activitats econòmiques
Dels 13 establiments que hi havia el 2007, 2 eren d'empreses de fabricació d'altres productes industrials, 3 d'empreses de construcció, 2 d'empreses de comerç i reparació d'automòbils, 1 d'una empresa d'hostatgeria i restauració, 1 d'una empresa immobiliària, 1 d'una empresa de serveis, 2 d'entitats de l'administració pública i 1 d'una empresa classificada com a «altres activitats de serveis».
Dels 4 establiments de servei als particulars que hi havia el 2009, 1 era una fusteria, 1 lampisteria, 1 electricista i 1 restaurant.
L'únic establiment comercial que hi havia el 2009 era una sabateria.
L'any 2000 a Appenans hi havia 4 explotacions agrícoles.

## Equipaments sanitaris i escolars
El 2009 hi havia una escola elemental integrada dins d'un grup escolar amb les comunes properes formant una escola dispersa.

## Poblacions més properes
El següent diagrama mostra les poblacions més properes.